# Tomé Barraz
Tomé Barraz es una localidad caboverdiana del municipio de Brava.

## Geografía
La localidad está situada en la isla de Brava.

## Organización territorial
La localidad abarca los lugares y barrios de:
- Chã de Sousa
- Laranjeira
- Lomba de Nhanha
- Matinho
- Pau
- Pedra Molar
- Tomé Barraz